# Dolichopeza yourula
Dolichopeza yourula är en tvåvingeart som beskrevs av Günther Theischinger 1993. Dolichopeza yourula ingår i släktet Dolichopeza och familjen storharkrankar. Inga underarter finns listade i Catalogue of Life.